# Großer Roter Drachenkopf
Der Große Rote Drachenkopf (Scorpaena scrofa), auch Meersau genannt, ist ein träger Bodenfisch des Mittelmeeres und des nordöstlichen Atlantik. Er gehört der Familie der Drachenköpfe (Scorpaenidae) und der Unterordnung der Drachenkopfverwandten (Scorpaenoidei) an. 

## Verbreitung
Der Drachenkopf kommt im Mittelmeer, im nordöstlichen Atlantik vom Senegal bis zu den Britischen Inseln, sowie bei Madeira, den Kanarischen und den Kapverdischen Inseln vor. Am häufigsten trifft man ihn auf felsigen, algenbedeckten Gründen an. Gelegentlich findet man den Großen Roten Drachenkopf aber auch auf Sandboden in 20 bis 500 Metern Tiefe. Der Fisch verharrt meist bewegungslos am Grund, wo er gut getarnt auf Beute lauert. Nur wenn er aufgestört wird, schwimmt er davon und sucht eilig ein neues Versteck.

## Erscheinungsbild
Der Große Rote Drachenkopf wird maximal 50 Zentimeter lang, bleibt für gewöhnlich aber bei einer Länge von 30 Zentimetern. Er hat einen robusten, kräftigen Körper, der seitlich etwas abgeflacht ist. Sein großer, breiter Kopf ist mit Stacheln bewehrt. Über den Augen und auf den Nasenlöchern sitzen tentakelartige Hautfortsätze. Auch das Kinn ist durch zahlreiche Hautlappen gekennzeichnet. Der Drachenkopf besitzt auffällig wenige, jedoch recht große Schuppen. Entlang der Seitenlinie sind es etwa 35 bis 40. Er hat große, breite Brustflossen und keine Schwimmblase, die er als Bodenbewohner nicht benötigt. Die meist rötlich-braune Färbung ist je nach Lebensraum sehr unterschiedlich. Der Fisch häutet sich in regelmäßigen Abständen – oft mehrmals im Monat.

## Giftigkeit
Sowohl bei der Rückenflosse als auch bei der Afterflosse sind einige Strahlen zu Giftstacheln ausgebildet, die er bei Gefahr aufstellt. Das Gift kann auch für Menschen tödlich sein. Es verursacht sofort sehr heftige Schmerzen, die lange anhalten können. Noch nach Monaten können anfallartige Schmerzen und Kreislaufzusammenbrüche erfolgen. Das Serum gegen Steinfisch-Gift kann verwendet werden, es wird jedoch nur in Australien hergestellt und ist wegen geringer Haltbarkeit in Europa schwierig zu beschaffen. Da das Gift hitzeempfindlich ist, kann als Sofortmaßnahme mit ca. 50 °C heißem Wasser oder einer heißen Kompresse die Stelle behandelt werden. Diese Methode ist aber umstritten, da zu der Vergiftung noch eine Verbrühung durch zu heißes Wasser hinzu kommen kann. 

## Ernährung
Nahrung: Krebstiere, Weichtiere, Fische
Der Große Rote Drachenkopf jagt während der Dämmerung und nachts. Als Lauerjäger verlässt er sich hauptsächlich auf seine perfekte Tarnung und wartet, bis potenzielle Beute – kleine Fische und Krebstiere – nahe genug an ihn herangekommen ist. Anschließend stößt der Drachenkopf blitzschnell darauf zu.

## Vermehrung
Laichzeit: später Frühling und Sommer
Die Eier werden als gelatineartiger, durchsichtiger Laichklumpen abgelegt.

## Sonstiges
Der Drachenkopf ist ein guter Speisefisch. Große Exemplare werden im Ganzen gedünstet oder im Ofen gebraten. Vor dem Anrichten ist seine feste, ledrige Haut zu entfernen. Der Drachenkopf bekommt nach der Zubereitung eine dekorative rote Farbe und hat ein relativ weiches Fleisch.